# Гарева
Гарева је насељено мјесто у општини Гацко, Република Српска, БиХ. Према попису становништва из 1991. у насељу је живјело 187 становника.

## Географија
Гарева се налази на стјеновитој ниској ивици уз обод горњег дијела Гатачког поља, југоисточно од Гацка, на 43°06′14″ СГШ и 18°36′19″ИГД. Некадашњи назив села био је  Понори, вјероватно до 15. вијека, када је вода из гатачког језера отицала ријеком Мушницом у пећину између Велике Гареве и Горњих Добреља.
Клима села је континентална са оштрим дугим зимама, топлим љетима и кратким и кишовитим, слабо израженим прелазним добима.
Типичан је крашки рељеф, са свим својим подземним и површинским облицима. У околини села су планине Орлосједина, Јеловац, Косови врх, Вјетрно, Капић; брда Обло Брдо, Пјешчато Брдо, Кленова Каменица, Оштра Глава, Гат, Околишта, Метериз, Велика Ладница, Градац, Диздаруша. Најближа насеља су: Самобор, Добрељи, Пусто Поље, Галешина, Ђурђев До, Жаркова страна. Најближа врела су Љељенак, Улице, Спила, Вукове Баре, Јоштак, Зминац, извор у пећини између Велике Гареве и Горњих Добреља. У близини села је и доста пећина: Торак у Дубрави, пећина у Козјој пећи, пећина на Јеловцу, пећина у Ивовој рупи, пећина у Равнима, пећина између Гареве и Горњих Добреља, у литератури позната као Гаревска, мада је народ ових и околних села назива Добрељском, а Гаревском се назива пећина у Гареви, пећина стрмих високих страна, али без свода. У подножју страна постоје проширења. Дно ове пећине прекривено је плодном земљом па се ту најчешће узгаја кромпир. У пећину између Гареве и Горњих Добреља отиче вода Љељеначког потока. Недалеко од села налази се и јама, у народу позната као Јаметина.

## Историја
Село је струју добило 1968, а воду 1993. До тада су кориштене чатрње, и ријетко је било да кућа нема чатрњу. Вода се доносила и са бројних врела, најчешће са Љељенка који се налази близу цесте, затим из поменутог извора у пећини између Гареве и Добреља, и са Улица. За доношење воде су кориштена бурила, дрвене четвртасте посуде које су се носиле на леђима. Чатрње се и данас користе за вријеме љетних мјесеци кад нестане воде на водоводу. У селу никад није било школе. Дјеца су ишла у школу у Самобор до 1914, када је ова затворена, а потом у школу у Добреља (то су нижи разреди основне школе), и у Автовац (виши).
Прије је мало било оних који су ишли на даље школовање. Дјеца, обично женска, морала су остајати кући да помажу родитељима, а и није се имало средстава за слање дјеце на даље школовање, или се слало само једно дијете, оно за које се сматра да може највише да постигне.
Гарева се дијели на два дијела – Велика и Мала Гарева, а међусобно су удаљене око један километар (или 5 минута међусобно).
Поједини извори наводе да је село добило име по плодној земљи.
Земља је већином у пољу и разбацана око кућа. На влажнијој расте сијено, а на сувљој жито. Међутим, раније су сељани обрађивали земљу у брду или косили на погодним дијеловима земљишта, често јако далеко од куће, па се сијено догонило на воловским или коњским колима. Земља се раније обрађивала ралом, дрљачом, гвозденим плугом, а у данашње вријеме обрада се врши уз помоћ разних пољопривредних машина. Ова земљорадња у великој мјери зависила је (па и данас зависи) од сточара, зато што би без ђубрења та земља давала доста мање приносе. Зато се користи сточно ђубре, и то тако што су љети на један крај њиве постављани торови, па помјерани ка другом крају након неког времена. Исто тако, преко зиме нагомилано ђубре из штала и изби на колима се изгони и разбацује по њивама. Жито се жање косом и српом, врше се коњима на гувну. Само се раж врхла ручно јер је њена слама чувана за покривање (пошивање) кровова. Данас готово да и нема колиба под сламом – слама је замијењена цријепом или салонитом, а све су рјеђе и њиве засијане житом. Ако се и сије, жито се коси у траву, ријетко жање.
Село је насељено од давнина, о чему свједочи градина у кружном облику – Црквина, на којој се налазе праисторијски остаци – рушевине неког старог вјерског храма. Велики је број камених плоча површине и до једног метра квадратног, с усјеченим корнишима, које су сличне оним у Трговиштима, а може бити да су и ове могле одатле бити донесене. Биле су употријебљене за неку значајнију  грађевину, вјероватно храм. На Црквини је некропола од 46 стећака, а сандуци личе на ниске саркофаге. На некима је урађен круг, а већина их је без икаквих украса, и нису сви једнако добро обрађени. Постављени су у правцу сјеверозапад-југоисток.
Мјесто и данас чува сакрални континуитет јер се и данас ту сахрањују Зимоњићи и Стојановићи, иако се гробови Богдана Зимоњића, његове супруге Јање и сина Стевана налазе на гробљу у Великој Гареви.
На гробљу на Црквини интересантан је положај гробова. Наиме, већина их је постављена са крстом ка западу, мада има и оних чији су крстови окренути ка југозападу, а крст гроба Тома Зимоњића, који се налази ван нове ограде гробља, окренут је ка сјевероистоку. Ово је вјероватно из тог разлога што се на том непогодном терену није дало копати, одоздо је дочекао станац камен који нису могли да разбију, тако да положај ових гробова знатно одступа од традиционалног.
Црквина у Гареви је налазиште из праисторијског, као и римског доба у Гареви - праисторијска градина из бронзаног или жељезног доба.
На локалитету се налази неколико фрагмената римске архитектуре у секундарној употреби. У подножју Црквине има доста фрагмената римске опеке.
Војне постаје Римске Империје оставиле су видније и трајније трагове у Трговиштима. Гареви, Јасенику, Гацку, Грачаници, Градини и у другим мјестима дуж Римског пута, као и дијела пута који се одвајао код Паника и ишао преко Гатачког поља и преко Трговишта за Никшић.
Градине као праисторијски објекти јединствени су споменици архитектуре. То су градови утврђења, на истакнутим и слабо приступачним теренима, у близини водених изворишта и токова, одакле се могло осматрати и бранити и гдје је било могуће вођење сточарског живота.
Градине и гомиле, које масовно окружују Гацконско поље, истакнуте по брежуљцима и уз саму ивицу поља, остаци су праисторијских становника, који су врло рано засновали живот у планинским предјелима.
Стеван Делић пишући о Гацку каже да се од свих споменика прошлости највише „истичу старе градине, гомиле и гробнице. Тога је сијасет расуто по брдима и узвишеним мјестима, да и путнику у очи удара.
Већина градина сачувала је основни камени материјал у темељима и сувозидинама, на основу чега се моће утврдити обим насеља и квалитет грађења.
Камене насипне гомиле бројније су од градина и размјештене су „по брдима, главицама, странама и узвишенијим мјестима“. Највише их је ситуирано сјеверно од Гацка у Површи од Јавора  изнад Сливаља до Поникава изнад Гацка. Има их доста и уздужном преградом од Градине, па Великом гредом на Геља љут, Међуљиће, Зборну гомилу, Пусто Поље, Добреља, Гат, и југоисточно низ Греде и Равни на Казанцима. Други појас иде од Казанаца на сјеверу: од Равни на Гареву, Самобор, Липник, Јасеник, Михољаче и Пониквама преко Грачанице до Голих брда (Велике гомиле) у правцу Јавора и Брњца.
Гомиле су по величини различите и народ то доводи у везу са богатством и јачином племена које је гомилу подигло. По народном мишљењу, пише Делић, стари су безвјерници, тако их зову, гомиле дизали и на њима се богу молили, па ко је јачи и богатији, тога је гомила већа. Али ове гомиле нису све у исто вријеме и при једном погребу настале, а нису ни све мртвачке и прехисторичке.
Међутим, знамо да је у жељезном добу на територији Гацка живјело илирско племе Наренсе, а њихов племенски центар био је на Гату. Доба металне културе карактеришу камене и земљане гомиле над гробовима за које се мисли да су настале у периоду од 6. до 5. вијека прије нове ере. Има их доста по цијелом простору. Насеља овог племена ситуирана су на узвишењима и опкољена су зидовима. Наренсе су насељавали, између осталих, и Градину у Гареви.
Римљани су својим освајањима заузели илирске територије од Скадра до Неретве, насељавају се на тим просторима и полако почиње процес романизације покорених илирских племена.  Гацко је у римском посједу од 33. године прије нове ере, а налазило се у саставу римске Далмације. Римљани подижу своја насеља близу илирских. И у Гареви је било подигнуто једно такво насеље. На Црквини се налази неколико корниша – дијелова римске архитектуре, а у подножју Црквине нађено је доста фрагмената римске опеке, а може се наћи и доста седре.
Не зна се тачно поријекло стећака на простору Гареве, а и многих других мјеста у околини, и сматра се да ови нису могли бити од јеретика „јер је познато да патарени нису имали зиданих цркава, а нити би се хришћани сахрањивали у јеретичном и неосвећеном гробљу“.
Кругови'на стећцима се јављају као рељефни мотиви у виду плитке пластичне равне плоче неједнаке величине, а круг представља сунце, и најчешће га налазимо уз полумјесец и звијезду. Сунце је „реликт старог славенског култа сунца као извора цјелокупног живота“.
Према Бешлагићевом попису стећака у гатачкој општини, има 38 натписа на стећцима, од чега су 3 у Гареви. Неки научници их приписују богумилима, други кажу да се налазе на подручју Илира и трећи да су се развили на територији босанске државе. Стећака има и на „илирским гомилама гдје су унутар њих праисторијски културни слојеви“, какав је случај у Малој Гареви. Стећци на нашим просторима немају саркофашки сандук, већ су из једног комада, вјероватно зато што је теже и скупље направити сандук. Зато се граде сандуци погоднијег облика тумбе.
На територији мјеста налази се Храм Свете Тројице. Није познато кад је саграђен. Познато је да га је Богдан Зимоњић обновио на темељима цркве која је ту била од раније. Храм је рушен у првом свјетском рату, обновљен 1921. Кров је прекривен 1988, ново звоно стављено око 2000. године, а тад је подигнут нови зид око црквене авлије, и капија. Године 2011. стављена су нова врата, 2012. црква је окречена изнутра, кров је очишћен од лишаја, окречени су дијелови крова над пјевницама, и изграђена је чесма уз ограду црквене авлије, са вањске стране. Такође је поправљено и звоно. Но, кажу сељани да „никад оног звука што је прије имало“. Нови звоно је постављено 2019, а крст позлаћен исте године.

### За вријеме другог свјетског рата
Село је 1943. било скоро цијело спаљено у бомбардовањима које је извршила њемачка и италијанска војска
У радним акцијама 1946, у сврху изградње пруге Брчко-Бановићи учествовало је доста младих људи из села. Мирослав Крлежа је рекао: „Није ово прва пруга на свијету сигурно, али је прва коју су изградила дјеца“.
Комунистички злочини нису заобишли ни ово село. 4. априла 1942. у сусједном селу Добрељима, стријељана су десеторица Гареваца. Тај злочин починили су Партизани Првог ударног херцеговачно-црногорског батаљона и других јединица. Споменик жртвама овог злочина подигнут је код школе у Добрељима 1990, а на споменику пише: Нека овај споменик вјечно учи и опомиње да никада више Срби не буду србоубице. На игранкама око убијених у селима Мала и Велика Гарева и Добрељи, Партизани су пјевали своју нову пјесму: „Што не ваља убићемо, комунизам ширићемо“.
Стријељани Гаревци
- Бајовић Г. Бошко, рођен 1886.
- Зимоњић П. Андрија 1885.
- Зимоњић А. Славко 1924.
- Јањушевић П. Алекса 1860.
- Јегдић Ж. Јефто 1868.
- Јегдић Ж. Јован  1878.
- Сушић М. Павле 1871.
- Сушић П. Обрен 1902.
- Сушић Л. Марко 1885.
- Сушић Ј. Алекса 1887.

## Становништво
| Демографија | Демографија | Демографија |
| Година      | Становника  | Становника  |
| ----------- | ----------- | ----------- |
| 1961.       | 262         |             |
| 1971.       | 250         |             |
| 1981.       | 183         |             |
| 1991.       | 187         |             |

| 2011               | Велика Гарева | Мала Гарева | Укупно |
| Број становника:   | 102           | 18          | 120    |
| Број домаћинстава: | 36            | 5           | 41     |
| Мушких ст:         | 52            | 7           | 59     |
| Женских ст:        | 50            | 11          | 61     |

## Знамените личности
- Богдан Зимоњић, српски устанички војвода
- Свети Петар Зимоњић, митрополит и свештеномученик (1866-1941)
- Стеван Зимоњић, српски народни првак, скупљач народних умотворина